# Турбай, Диана
Диана Турбай Кинтеро (исп. Diana Turbay Quintero; 9 марта 1950 — 25 января 1991) — колумбийская журналистка, которая была похищена Медельинским кокаиновым картелем и случайно застрелена в ходе спасательной операции сотрудниками полиции Колумбии.

## Биография
Диана Турбай родилась 9 марта 1950 года в Боготе, работала журналисткой на колумбийском телевидении. Её отцом был Хулио Сезар Турбай Айала, президент Республики Колумбии с 1978 по 1982 год. 30 августа 1990 года с Дианой Турбай связался по телефону неизвестный мужчина и пообещал ей устроить интервью с Мануэлем Пересом Мартинесом (испанским священником, революционером-интернационалистом, руководителем Армии национального освобождения). Позже, полицейское расследование установило, что мужчина был членом Медельинского кокаинового картеля и был принят на работу Пабло Эскобаром. Пабло Эскобар надеялся, что с помощью похищенной дочери экс-президента сможет оказать давление на колумбийских законодателей и они отменят договор об экстрадиции преступников в Соединённые Штаты Америки. Диана Турбай была похищена вместе со своим телеоператором Ричардом Бессером и содержалась в квартире в пригороде Медельина. 25 января 1991 года во время спасательной операции начатой полицией Колумбии Диана Турбай погибла от огнестрельных ранений (в неё случайно выстрелил сотрудник полиции). Причиной смерти стала выпущенная в спину пуля, которая частично разрушила её печень и левую почку.

## Память
Жизненный путь Дианы Турбай был отображен в повести писателя Габриэля Маркеса «Сообщение о похищении» и показан в телесериале «Нарко».